# Districtul Delvinë

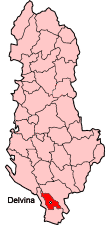
Districtul Delvinë în Albania

Delvinë este un district în Albania.
1. 1 2 3  GeoNames